# Archie Birkin
Charles Archibald Cecil „Archie“ Birkin (* 30. März 1905; † 7. Juni 1927 in Rhencullen, Isle of Man) war ein britischer Motorradrennfahrer.

## Leben
Archie Birkin entstammte einer reichen Nottinghamer Familie. Seine Eltern waren Sir Thomas Stanley Birkin, 2nd Bt. und Hon. Margaret Diana Hopetoun Chetwynd. Sein Bruder Tim (1896–1933) war Automobilrennfahrer, zweifacher Le-Mans-Sieger und einer der Bentley Boys.
Birkin verunglückte am 7. Juni 1927 im Training zur Isle of Man TT, das damals in den frühen Morgenstunden im laufenden Verkehr auf dem Snaefell Mountain Course abgehalten wurde, tödlich. Er prallte mit seiner 500-cm³-McEvoy in Rhencullen beim Versuch, einem Lieferwagen auszuweichen, der in Richtung Peel unterwegs war, gegen eine Mauer und war auf der Stelle tot. Die Kurve auf der A3 zwischen Kirk Michael und Bishopscourt trägt seither den Namen Birkin’s Bend. Ab 1928 wurden daraufhin die Trainings zur Isle of Man TT und zum Manx Grand Prix nicht mehr bei laufendem Verkehr abgehalten.
Birkin liegt im Birkin Mausoleum auf dem Southern Cemetery and Crematorium in West Bridgford, Nottinghamshire begraben.